# サバイバー (バンド)
サバイバー（Survivor）は、アメリカ合衆国出身のロックバンド。『ロッキー3』の主題歌「アイ・オブ・ザ・タイガー」の世界的ヒットで知られ、1980年代中期に隆盛を極めた。活動停止期間を挟んだ1990年代からの再開以降、過去作品からのリバイバルを主体に活動している。

## 略歴

### 全米1位から活動停止まで (1977年 - 1988年)
1977年シカゴで結成、1979年デビュー。ブラス・ロック・バンド、「アイズ・オヴ・マーチ」の元メンバー、ジム・ピートリック（1950年イリノイ州生れ）が「チェイス」の元メンバーであったデニス・ジョンソンとゲイリー・スミスを誘って結成した。他のメンバーもサバイバー結成以前から活動していた、バンド名の通りアメリカン・ロックの「生存者、生き残り（＝サバイバー）」たちである。
作風は一作目から一貫してハスキーなボーカルが特徴のポップでメロディアスなハードロックである。当初はセールスに恵まれなかったが、1982年にシルベスター・スタローンの依頼により作曲したアメリカ映画『ロッキー3』の主題歌「アイ・オブ・ザ・タイガー」が全米で6週連続1位という大ヒットを記録した。同曲を収録したアルバム『アイ・オブ・ザ・タイガー』も最高位2位まで上った。1985年には映画『ロッキー4/炎の友情』の主題歌「バーニング・ハート」もヒットさせている。なお、この曲は、ボクシングの亀田興毅とオリックス・バファローズの小松聖投手が自らの選手登場曲として使用している。
1983年に「アイ・オブ・ザ・タイガー」などのヒットを歌ったデイヴ・ビックラー（1953年ノースダコタ州生れ、元ジェイムスタウン・マサカー、マライア）からジミ・ジェイミソン（1951年ミシシッピ州生れ、元ターゲット、コブラ）へとボーカルが代わるが、バンドはこの後に黄金期を迎える。1980年代中期に「バーニング・ハート」をはじめ4曲のトップ10ヒットを放ち、ロン・ネヴィソンによるプロデュースの下でリリースしたアルバム『バイタル・サインズ』『ホエン・セカンズ・カウント』の2作も好セールスを記録した。1980年代後半、音楽性がヘヴィな方向に変化しセールスが落ち込んでくると、実質的にジミ、フランキー・サリバン（1955年シカゴ生れ、ギター、元マライア）、ジム・ピートリック（キーボード、ギター）のトリオとなり、ベース、ドラムスが流動的メンバーとなった。その後はバンド活動が停滞しメンバーのソロ活動が目立つようになった。特に1989年から1993年の間はバンドとしての活動は完全に休止し解散状態であった。

### 活動再開以降 (1993年 - )

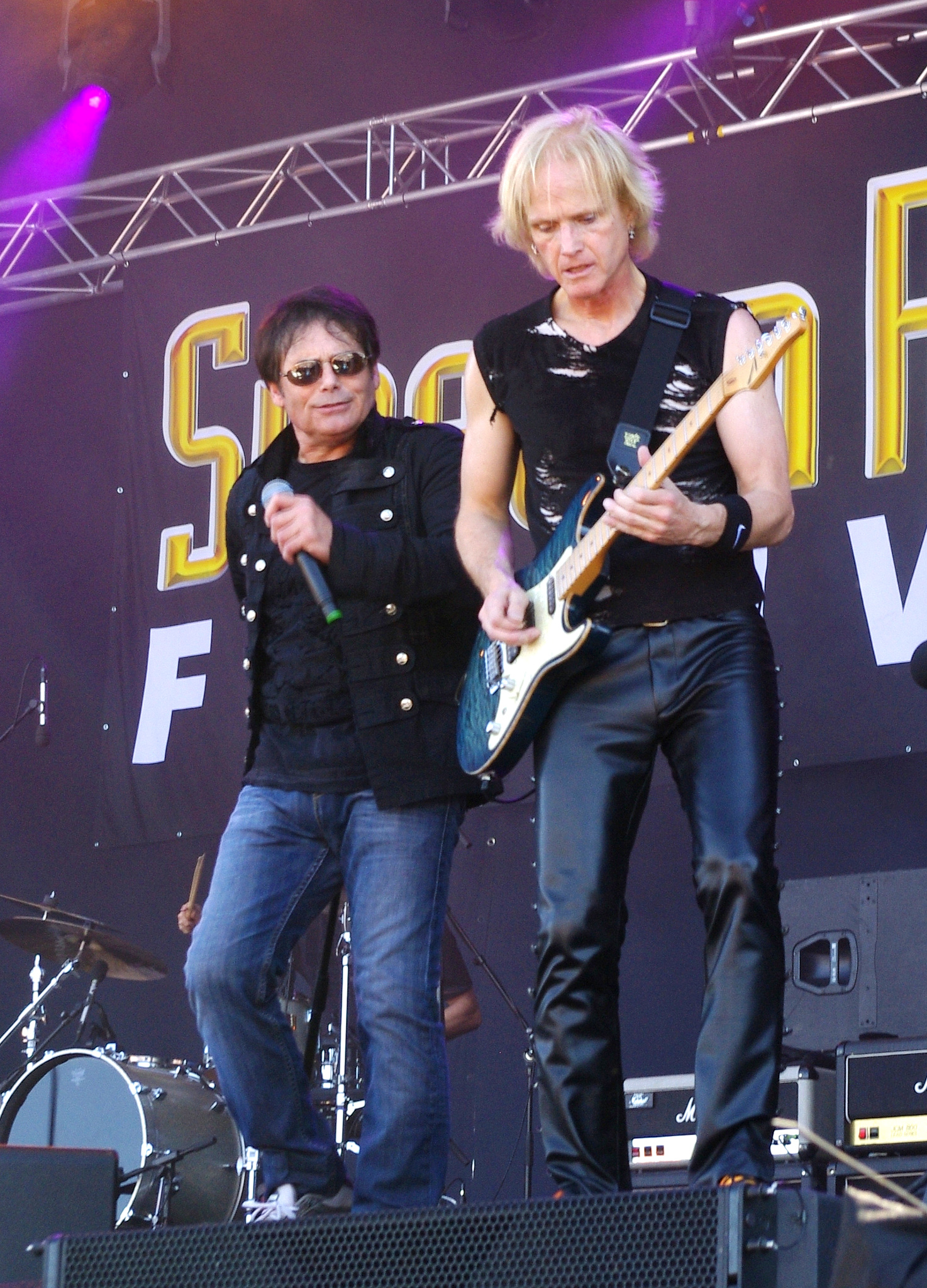
左ジミ・ジェイミソン(Vo) 右フランキー・サリバン(G) 2013年

1993年にデイヴが復帰するも新作アルバムのリリースはなく、ベスト・アルバムに新曲を収録した程度であった。1999年にはジミ・ジェイミソンズ・サバイバーの名でアルバム『Empires』が発表されたが、これはサバイバーの名を使ってツアーを続けていたジミの2作目のソロ作品であった。サバイバー本体（結成時からの一貫したメンバーであるフランキー・サリバン）からジミに対してバンド名の使用を巡り訴訟が起こされていたが、同作発表後フランキーがサバイバー名義の所有権を得たことで決着が付き、アルバムもジミのソロ名義に変更された。結成メンバーのジム・ピートリックも1996年にバンドを離れ、2000年代はソロ・プロジェクトのプライド・オブ・ライオンズに専念した。
2006年、18年振りとなるオリジナル・アルバム『リーチ』を発表。同作ではジミ・ジェイミソンがボーカルを務め、フランキー・サリバンがギターとプロデュースを担当し、ジム・ピートリックが作曲でのみ参加した。同年、ジミ・ジェイミソンは脱退し、後任としてロビン・マッコーリーが加入。2008年、ジミ･ジェイミソンがジム・ピートリックと組んで3作目となるソロ・アルバム『Crossroads Moment』を発表、こちらも、もう1つのサバイバー復活作品として好評価を得た（ただし、サバイバーの名義は上記の経緯から1999年以降フランキー･サリバンが所有権を取得しているため、彼が参加しないプロジェクト・ユニットが使用することはできない）。2012年のツアーから、再度、ボーカリストにジミ・ジェイミソンが復帰、さらに2013年からはデイヴとのツインボーカル体制になっていた。
2014年8月31日、ジミ・ジェイミソンが薬物中毒による脳卒中のためテネシー州メンフィスにある自宅で死去。翌2015年に新しいボーカルとしてキャメロン・バートンが加入。

## メンバー

### 現ラインナップ
- キャメロン・バートン (Cameron Barton) – ボーカル (2015年– )
- フランキー・サリバン (Frankie Sullivan) – リードギター (1978年–1988年、1993年– )
- ビリー・オゼロ (Billy Ozzello) – ベース (1995年–1996年、1999年–2003年、2006年– )
- ウォルター・トレンティノ (Walter Tolentino) – キーボード、リズムギター (2011年– )
- ライアン・サリバン (Ryan Sullivan) – ドラムス (2014年– )

### 旧メンバー
- デイヴ・ビックラー (Dave Bickler) – ボーカル (1978年–1983年、1993年–2000年、2013年-2016年)
- ジム・ピートリック (Jim Peterik) – キーボード、リズムギター (1978年–1988年、1993年–1996年)
- デニス・ジョンソン (Dennis Keith Johnson) – ベース (1978年–1981年)
- ゲイリー・スミス (Gary Smith) – ドラムス (1978年–1981年)
- マーク・ドラウベイ (Marc Droubay) – ドラムス (1981年–1987年、1996年–2014年)
- ステファン・エリス (Stephan Ellis) – ベース (1981年–1987年、1996年–1999年) ※2019年死去
- ジミ・ジェイミソン (Jimi Jamison) – ボーカル (1984年–1988年、2000年–2006年、2011年-2014年) ※2014年死去
- ビル・サイニア (Bill Syniar) – ベース (1988年、1993年-1994年)
- ミッキー・カレー (Mickey Curry) – ドラムス (1988年)
- カイル・ウッドリング (Kyle Woodring) – ドラムス (1988年、1993年–1996年) ※2009年死去
- クレム・ヘイズ (Klem Hayes) – ベース (1994年-1995年)
- ランディ・レイリー (Randy Riley) – ベース (1995年、2003年–2005年)
- クリス・グローヴ (Chris Grove) – キーボード、リズムギター (1996年–2008年)
- ゴードン・パトリアカ (Gordon Patriarca) – ベース (1999年)
- バリー・ダナウェイ (Barry Dunaway) – ベース (2005年–2006年)
- ロビン・マッコーリー (Robin McAuley) – ボーカル (2006年–2011年)
- マイケル・ヤング (Michael Young) – キーボード、リズムギター (2008年–2010年)
- ミッチェル・シグマン (Mitchell Sigman) – キーボード、リズムギター (2010年–2011年)

## ディスコグラフィ

### スタジオ・アルバム
- 『サバイバー』 - Survivor (1979年) ※全米169位
- 『予戒』 - Premonition (1981年) ※全米82位
- 『アイ・オブ・ザ・タイガー』 - Eye of the Tiger (1982年) ※全米2位
- 『制覇への野望』 - Caught in the Game (1983年) ※全米82位
- 『バイタル・サインズ』 - Vital Signs (1984年) ※全米16位
- 『ホエン・セカンズ・カウント』 - When Seconds Count (1986年) ※全米49位
- 『今夜は眠れない』 - Too Hot to Sleep (1988年) ※全米187位
- 『リーチ』 - Reach (2006年)

### ライブ・アルバム
- Extended Versions: The Encore Collection (2004年)
- 『ライヴ・イン・ジャパン1985』 - Live in Tokyo (2009年)

### コンピレーション・アルバム
- 『THE BEST OF サバイバー』 - The Best of Survivor (1984年)
- 『ザ・ベスト・オブ・サバイバー』 - The Very Best of Survivor (1986年)
- 『サバイバー・グレイテスト・ヒッツ』 - Greatest Hits (1989年)
- Prime Cuts: The Classic Tracks (1998年)
- Survivor Special Selection (2000年)
- Fire in Your Eyes: Greatest Hits (2000年)
- 『アルティメット・サバイバー』 - Ultimate Survivor (2004年)
- The Best of Survivor (2006年)
- 『ヴェリー・ベスト・オブ・サバイバー』 - Playlist: The Very Best of Survivor (2009年)
- The Essential Survivor (2014年)

### シングル
| 題名                                                                              | リリース | チャート最高順位 | チャート最高順位 | チャート最高順位 | チャート最高順位 | チャート最高順位 | チャート最高順位 | チャート最高順位 | チャート最高順位 | 収録アルバム                           |
| 題名                                                                              | リリース | US               | US Main          | US Adult         | AUS              | UK               | BEL              | CAN              | Year End         | 収録アルバム                           |
| --------------------------------------------------------------------------------- | -------- | ---------------- | ---------------- | ---------------- | ---------------- | ---------------- | ---------------- | ---------------- | ---------------- | -------------------------------------- |
| "Somewhere in America"                                                            | 1980年   | 70               | —                | —                | —                | —                | —                | —                | —                | 『サバイバー』                         |
| "Rebel Girl"                                                                      | 1980年   | 103              | —                | —                | —                | —                | —                | —                | —                | アルバム未収録シングル                 |
| "Poor Man's Son"                                                                  | 1981年   | 33               | —                | —                | —                | —                | —                | —                | —                | 『予戒』                               |
| "Summer Nights"                                                                   | 1982年   | 62               | —                | —                | —                | —                | —                | —                | —                | 『予戒』                               |
| アイ・オブ・ザ・タイガー "Eye of the Tiger"                                       | 1982年   | 1                | 1                | 27               | 1                | 1                | —                | 1                | 2                | 『アイ・オブ・ザ・タイガー』           |
| "Ever Since the World Began"                                                      | 1982年   | —                | —                | —                | —                | —                | —                | —                | —                | 『アイ・オブ・ザ・タイガー』           |
| アメリカン・ハートビート "American Heartbeat"                                     | 1982年   | 17               | —                | —                | —                | —                | —                | —                | —                | 『アイ・オブ・ザ・タイガー』           |
| "The One That Really Matters"                                                     | 1982年   | 74               | —                | —                | —                | —                | —                | —                | —                | 『アイ・オブ・ザ・タイガー』           |
| コート・イン・ザ・ゲーム "Caught in the Game"                                     | 1983年   | 77               | 16               | —                | —                | —                | —                | —                | —                | 『制覇への野望』                       |
| 愛をつらぬいて "I Never Stopped Loving You"                                       | 1984年   | 104              | —                | —                | —                | —                | —                | —                | —                | 『制覇への野望』                       |
| ザ・モーメント・オブ・トゥルース "The Moment of Truth"                            | 1984年   | 63               | —                | —                | —                | —                | —                | —                | —                | 『ベスト・キッド』サウンドトラック     |
| キャント・ホールド・バック "I Can't Hold Back"                                    | 1984年   | 13               | 1                | —                | 93               | 80               | 18               | 19               | 73               | 『バイタル・サインズ』                 |
| ハイ・オン・ユー "High on You"                                                    | 1985年   | 8                | 8                | —                | —                | —                | —                | —                | —                | 『バイタル・サインズ』                 |
| ザ・サーチ・イズ・オーバー "The Search Is Over"                                   | 1985年   | 4                | —                | 1                | 60               | —                | —                | 21               | 48               | 『バイタル・サインズ』                 |
| ファースト・ナイト "First Night"                                                  | 1985年   | 53               | —                | —                | —                | —                | —                | —                | —                | 『バイタル・サインズ』                 |
| バーニング・ハート "Burning Heart"                                                | 1985年   | 2                | 11               | —                | 55               | 5                | 1                | 14               | 8                | 『ロッキー4/炎の友情』サウンドトラック |
| イズ・ディス・ラヴ "Is This Love"                                                 | 1986年   | 9                | 27               | 25               | —                | —                | —                | —                | 78               | 『ホエン・セカンズ・カウント』         |
| ハウ・マッチ・ラヴ "How Much Love"                                                | 1987年   | 51               | —                | —                | —                | —                | —                | —                | —                | 『ホエン・セカンズ・カウント』         |
| マン・アゲンスト・ザ・ワールド "Man Against the World"                            | 1987年   | 86               | —                | —                | —                | —                | —                | —                | —                | 『ホエン・セカンズ・カウント』         |
| "In Good Faith"                                                                   | 1987年   | —                | —                | —                | —                | —                | —                | —                | —                | 『ホエン・セカンズ・カウント』         |
| 愛とは知らなくて "Didn't Know It Was Love"                                        | 1988年   | 61               | 40               | —                | —                | —                | —                | —                | —                | 『今夜は眠れない』                     |
| "Across the Miles"                                                                | 1989年   | 74               | —                | 16               | —                | —                | —                | —                | —                | 『今夜は眠れない』                     |
| "Desperate Dreams"                                                                | 1989年   | —                | —                | —                | —                | —                | —                | —                | —                | 『今夜は眠れない』                     |
| "Eye of the Tiger" (2007年再チャートイン)                                         | 2007年   | —                | —                | —                | —                | 47               | —                | —                | —                | 『アイ・オブ・ザ・タイガー』           |
| 「—」は、その地域でチャート化されていない、またはリリースされなかった録音を示す。 |          |                  |                  |                  |                  |                  |                  |                  |                  |                                        |

## 日本公演
- 1985年
9月16日 新宿厚生年金会館、17日 大阪厚生年金会館、18日 中野サンプラザホール、20日 名古屋市民会館、21日 新宿厚生年金会館
- 1987年
1月9日 日本武道館、10日 大阪サンケイホール、11日 福岡市民会館、13日 名古屋市公会堂